# Анкобра
Анкобра — річка в західній області Гани, впадає у Гвінейську затоку західніше міста Аксім. Басейн Анкобри розташовується між басейнами річок Тано і Пра. Довжина річки близько 190 км. Притоки: Мансі, Бонса, Ніні. Судноплавна протягом 80 км від гирла, вище починаються пороги.